# Monacon brevicorne
Monacon brevicorne is een vliesvleugelig insect uit de familie Perilampidae. De wetenschappelijke naam is voor het eerst geldig gepubliceerd in 1956 door Delucchi.